# Route nationale 464
Die N464 war eine französische Nationalstraße, die zwischen der N67 östlich von Besançon und der Schweizer Grenze verlief. Ihre Länge betrug 87 Kilometer. Auf Schweizer Seite verläuft die Straße weiter nach La-Chaux-de-Fonds. Kurz vor der Grenze erfolgte eine Trassentausch in den 1940er Jahren mit der Gc10Et (heute D10E1).